# Ivalo Abelsen
Ivalo Christa Abelsen (* 1971 in Nuuk) ist eine grönländische Malerin, Grafikerin und Briefmarkenkünstlerin.

## Leben
Ivalo Abelsen studierte an der Architekturschule in Aarhus und anschließend an der Kunstschule in Nuuk. Daneben hat sie ein abgeschlossenes Kandidatstudium in Kultur- und Gesellschaftsgeschichte am Ilisimatusarfik. Nach dem Studium arbeitete sie als Lehrerin für Grafik, Mal- und Bildhauerkunst an der Pädagogischen Hochschule für Gestaltung in Nykøbing Falster, später als Lehrerin am mittelgrönländischen Gymnasium (GUX) in Nuuk, als Gastdozentin an der Kunstschule und als Dozentin am Institut für Lehre am Ilisimatusarfik. Ivalo Abelsen arbeitet mit den grafischen Möglichkeiten, die ihr typische nordische und im Besonderen grönländische Materialien bieten. Seit mehreren Jahren zeichnet sie Entwürfe für grönländische Briefmarken.